# Macreupelmus baccharidis
Macreupelmus baccharidis är en stekelart som beskrevs av Jean-Jacques Kieffer 1910. Macreupelmus baccharidis ingår i släktet Macreupelmus och familjen hoppglanssteklar. Inga underarter finns listade i Catalogue of Life.